# Jugurtia alfkeni
Jugurtia alfkeni är en stekelart som först beskrevs av François du Buysson 1904.  Jugurtia alfkeni ingår i släktet Jugurtia och familjen Masaridae. Inga underarter finns listade i Catalogue of Life.